# Via Aemilia Scauri

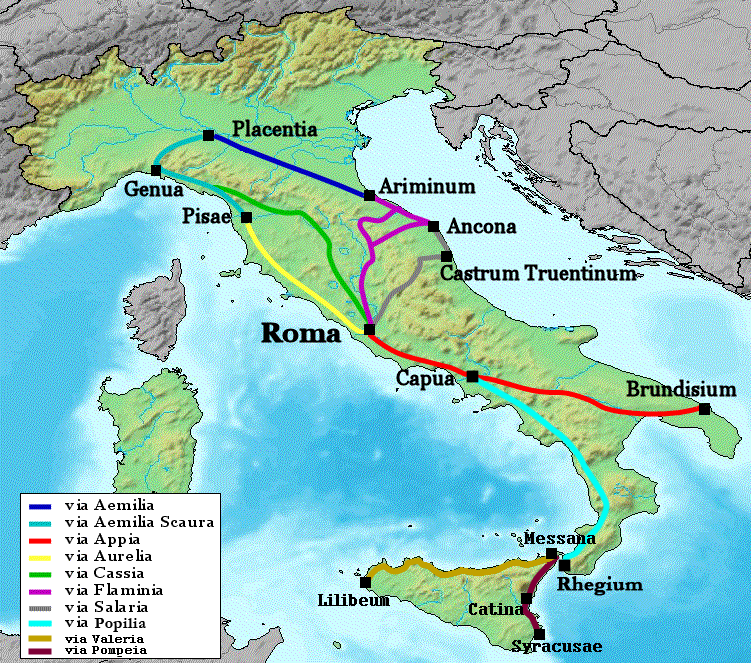
Drogi rzymskie w Italii - na jasnoniebiesko zaznaczona Via Aemilia Scauri

Via Aemilia Scauri – starożytna droga rzymska zbudowana przez cenzora Marcusa Aemiliusza Scaurusa około 107 p.n.e.
Licząca długość 306 mil trasa stanowiła przedłużenie Via Aurelia, łącząc ją z Via Postumia. Biegła łukiem z Placenzy przez Apeniny i Genuę do Pizy. Później jej północny fragment wraz z częścią Via Postumia zostały nazwane Via Julia Augusta.